# Knut Birgersson
Pour les articles homonymes, voir Birgersson.
Knut Birgersson (Vieux norrois: Knútr jarl Birgisson, tué le 31 janvier 1208) est Riksjarl de Suède c'est-à-dire « Jarl des Svear et des Götar » de 1202 à 1208.

## Biographie
Knut est l'ainé des fils survivant du riksjarl Birger Brosa et un membre de la puissante maison des Folkungar. La Heimskringla de Snorri Sturluson mentionne bien quatre fils de Birger Brosa :  Filip Jarl, Knut Jarl, Folke et Magnus
Knut Birgersson est vraisemblablement élevé à la fonction de riksjarl pendant les dernières années du règne de Sverker le Jeune. Cela en dépit du fait que le roi Sverker ait nommé son fils nouveau-né Johan Sverkersson comme riksjarl après la mort de Birger Brosa, dans l'attente que le jeune Johan soit confirmé comme son héritier présomptif et afin de diminuer le pouvoir de la haute noblesse en abolissant de facto la fonction de riksjarl, en la faisant occuper par un enfant. Johan Sverkersson était le neveu de Knut Birgersson, sa mère étant Ingegerd, la sœur de Knut.
Les sources n'indiquent pas quand et pourquoi Knut devient jarl du vivant de Johan, mais soit sa nomination est liée à un compromis avec le roi Sverker le Jeune, ou ce dernier eut finalement besoin d'un riksjarl à ses côtés
Selon une source, le jarl Knut avait épousé une fille putative du roi Knut Erikson, nommée Sigrid Knutsdotter. La même source précise que le fils de Knut, le seigneur Magnus Broka (sv), est né de leur union. Le jarl Knut est tué en 1208 lors de la bataille de Lena, en combattant le roi Sverker le Jeune lorsque ce dernier perd son trône face au dernier fils survivant de Knut Erikson, le nouveau roi Erik Knutsson.

## Source
- (en) Philip Line, Kingship and state formation in Sweden, 1130-1290, Leiden, Brill, 2007, 697 p. (ISBN 978-90-04-15578-7 et 90-04-15578-3, lire en ligne).